# Курбатов, Михаил Павлович
Михаил Павлович Курбатов (20 ноября 1935, Малое Солдатское, Курская область — 4 июля 2023) — советский шоссейный велогонщик.

## Биография

### Велогонщик
- Победитель международной велогонки на приз газеты «L’Humanité» (Франция, 1961).
- Бронзовый призёр Велогонки Мира 1963 года в командном зачёте.[1][2]
- Двукратный чемпион, многоразовый серебряный и бронзовый призёр спартакиады СССР и спартакиады народов СССР по одно и многодневным велогонкам на шоссе.
- 28-и кратный чемпион Украины в соревнованиях по велоспорту на шоссе (1955—1967).
- Член сборных команд СССР и Украины по велоспорту (1957—1967).
- Выступал за спортивные общества «Торпедо» и «Авангард».

Тренером Михаила Павловича был Шелешнёв Леонид Михайлович.

### Тренер
Окончил высшую школу тренеров — НУФВСУ и Харьковский педагогический институт (1967 год).
Закончив спортивную карьеру велогонщика в спортивном сообществе «Авангард» (Харьков) Михаил Павлович продолжил работать тренером (1969—1972) в этом же сообществе, где он по совместительству, и возглавлял сборную команду профсоюза СССР по велоспорту.
- 1972—1983 — старший тренер сборной команды Украинской ССР.
- 1972—1990 — тренер Харьковской областной рады спортивного сообщества «Колос».
- 1984—1991 — начальник центра олимпийской подготовки при Харьковском велосипедном заводе.
- 1991—1997 — старший тренер сборной команды Туниса.

Через центр олимпийской подготовки, под руководством Курбатова Михаила Павловича, прошло очень много известных спортсменов и мастеров разного уровня, и разного класса. Подготовил за свою спортивную карьеру большое количество мастеров спорта, более 100 заслуженных мастеров, 32 мастера спорта международного класса. В частности, принимал участие в подготовке таких известных велогонщиков как:
- Жданов Василий (на шоссе);
- Зиновьев Александр (на шоссе);
- Мовчан Валерий (на треке);
- Слюсарева Ольга (на шоссе);
- Старков Анатолий (на шоссе);
- Чужда Олег (на шоссе);
- Чуканов Анатолий (на шоссе).

## Награды
- Заслуженный тренер УССР
- Мастер спорта Украины международного класса
- Заслуженный тренер СССР
- Мастер спорта СССР (1957[3])

## Место жительства
Проживает с семьёй в Харькове.

## Семья
- Супруга — Курбатова Раиса
- Дети — Курбатова Ирина, Курбатова Алла
- Внуки — Михаил, Владимир, Сергей